# CV-300

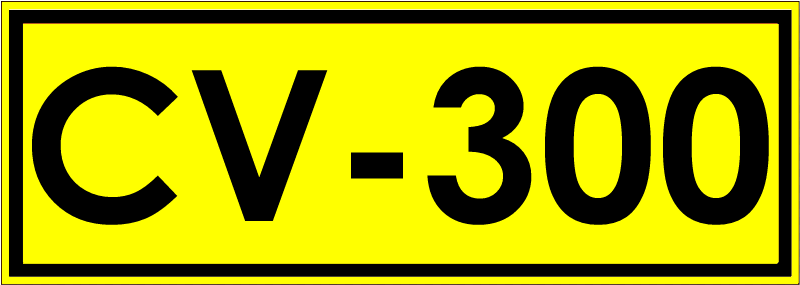
Indicador

La CV-300 és una carretera autonòmica del País Valencià, comunica Meliana i l'Autovia del Mediterrani A-7.

## Nomenclatura
La CV-300 és una carretera secundària que pertany a la Xarxa de carreteres del País Valencià, connecta les poblacions de la comarca de l'Horta Nord amb l'Autovia del Mediterrani.

## Història
La CV-300 era anteriorment la carretera N-340 que unia València amb Castelló de la Plana i Barcelona, actualment s'ha convertit en carretera autonòmica i utilitza el mateix recorregut que l'antiga nacional al tram entre Meliana i El Puig. El tram entre el Puig i l'Autovia del Mediterrani és nou.

## Traçat Actual
La CV-300 inicia el seu recorregut a l'enllaç 484 de la A-7. Dirigint-se cap al Puig, en aquest tram és una carretera convencional. A continuació enllaça en redona amb la carretera CV-306 que es dirigeix cap a Puçol i el Puig i amb l'accés a Rafelbunyol. A partir d'aquest tram la CV-300 està desdoblada i voreja les poblacions de Rafelbunyol, La Pobla de Farnals i Massamagrell, on enllaça amb la CV-32, continua com autovia i circumval·lació de Museros, Albalat dels Sorells. Continua en direcció sud i travessa la població de Meliana. Finalitza el seu recorregut a l'enllaç amb la carretera CV-304 que es dirigeix a Vinalesa i Montcada.